# Thuya de Corée
Thuja koraiensis
Espèce
Classification phylogénétique
Statut de conservation UICN

 VU B2ab(ii,iii,iv,v); C2a(i); D1 : Vulnérable
Le thuya de Corée (Thuja koraiensis) est une espèce de thuya, conifère toujours vert de la famille des Cupressacées, originaire de Corée.
Cet arbre est considéré comme une espèce menacée et figure dans la liste rouge de l'UICN.

## Distribution
Le thuya de Corée est originaire de Corée du Nord et de Chine (Province de Jilin).
Son habitat naturel se situe dans les monts Changbaï entre 700 et 1800 mètres d'altitude.

## Description
Le thuya de Corée est un arbuste ou un petit arbre de 8 à 9 mètres de haut.
Le feuillage est constitué de rameaux aplatis et se distingue par ses couleurs contrastées, vert foncé dessus, blanc neigeux dessous.
Les cônes femelles, ovoïdes, mesurent de 7 à 10 mm de long sur 6 à 8 mm de large, et sont de couleur virant au brun foncé à maturité.

## Utilisation
Cette espèce est cultivée, notamment en Europe, comme arbre d'ornement.